# Lâu đài Špilberk
Lâu đài Špilberk (tiếng Séc: Hrad Špilberk) là một lâu đài lịch sử nằm trên đỉnh đồi Špilberk ở độ cao 282 mét so với mực nước biển, thuộc địa phận thành phố Brno, vùng Nam Moravia, Cộng hòa Séc. Công trình này có tên trong danh sách các di tích văn hóa của Cộng hòa Séc.

## Lịch sử
Các vị vua triều đại Přemyslid đã cho xây dựng lâu đài Špilberk từ giữa thế kỷ 13, và đến thời trị vì của vua Ottokar II của Bohemia thì lâu đài được hoàn thành. Trong những thế kỷ tiếp theo, lâu đài đã được trùng tu và sửa đổi nhiều lần.
Trong chiến tranh Ba Mươi Năm, các công sự của lâu đài Špilberk đã thành công bảo vệ thành phố Brno trước sự vây hãm của quân đội Thụy Điển vào giai đoạn 1643 - 1645. Kể từ đó, lâu đài dần được tái thiết lại để trở thành một trong những pháo đài Baroque vững chắc nhất ở Moravia vào giữa thế kỷ 18. Năm 1742, quân đội Phổ đã cố gắng đánh chiếm lâu đài nhưng vẫn không thành công.
Trong suốt chiều dài lịch sử, lâu đài Špilberk cũng nhiều lần được sử dụng làm nhà tù, đặc biệt là vào thời điểm hai cuộc chiến tranh thế giới diễn ra (Thế chiến thứ nhất và Thế chiến thứ hai). Thời điểm quân phát xít Đức chiếm đóng Tiệp Khắc, hàng nghìn người yêu nước Séc đã bị giam cầm tại đây, chịu nhiều tra tấn và còn mất đi sinh mạng.
Lâu đài Špilberk không còn phục vụ mục đích quân sự từ năm 1959. Bảo tàng Thành phố Brno đã đặt trụ sở tại lâu đài này kể từ năm 1960. Hiện nay, nơi đây trở thành một địa điểm thu hút khách du lịch, đặc biệt là vào những tháng mùa hè, lúc diễn ra các lễ hội hoặc sự kiện văn hóa, âm nhạc và sân khấu.

## Hình ảnh

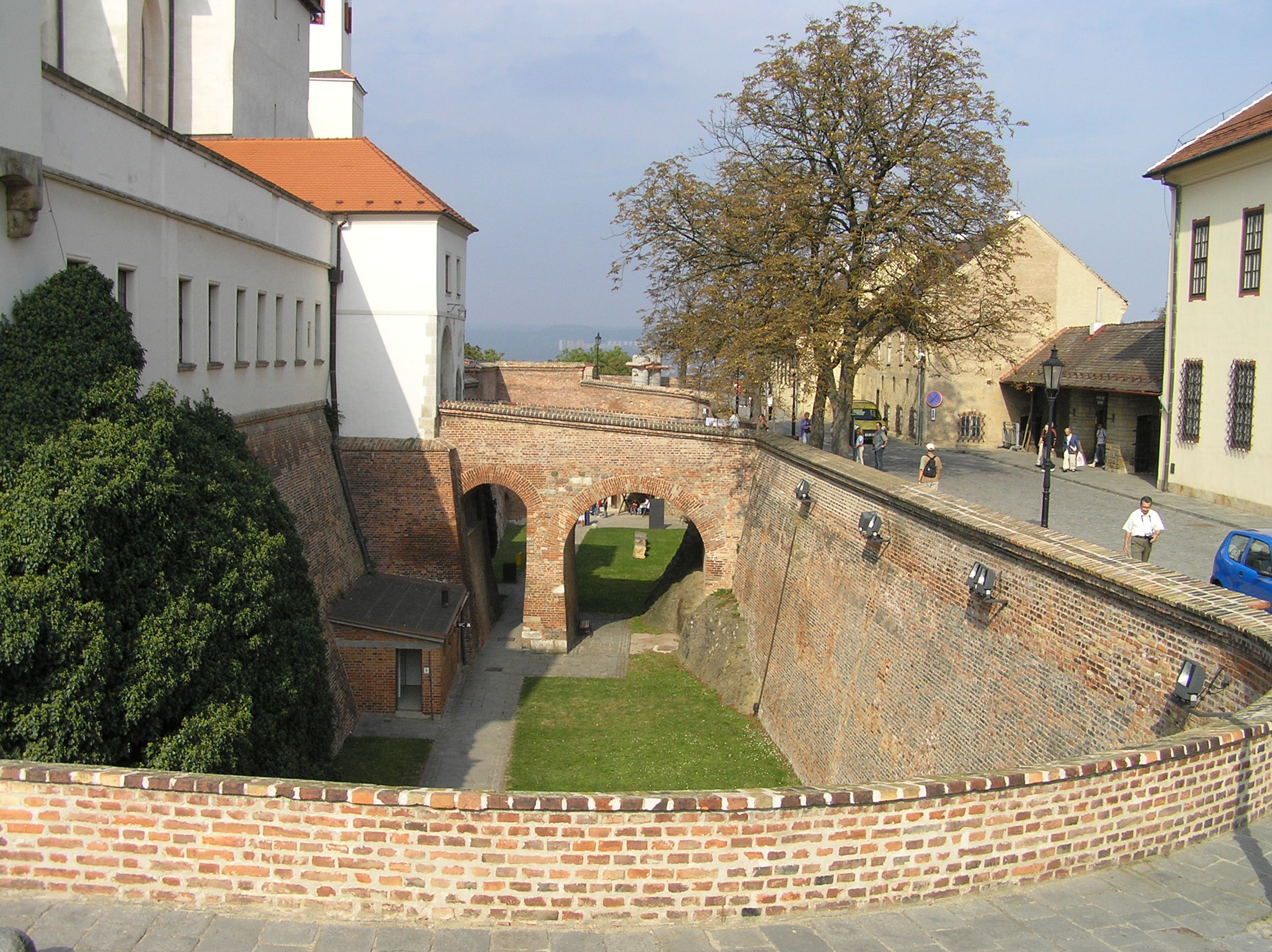
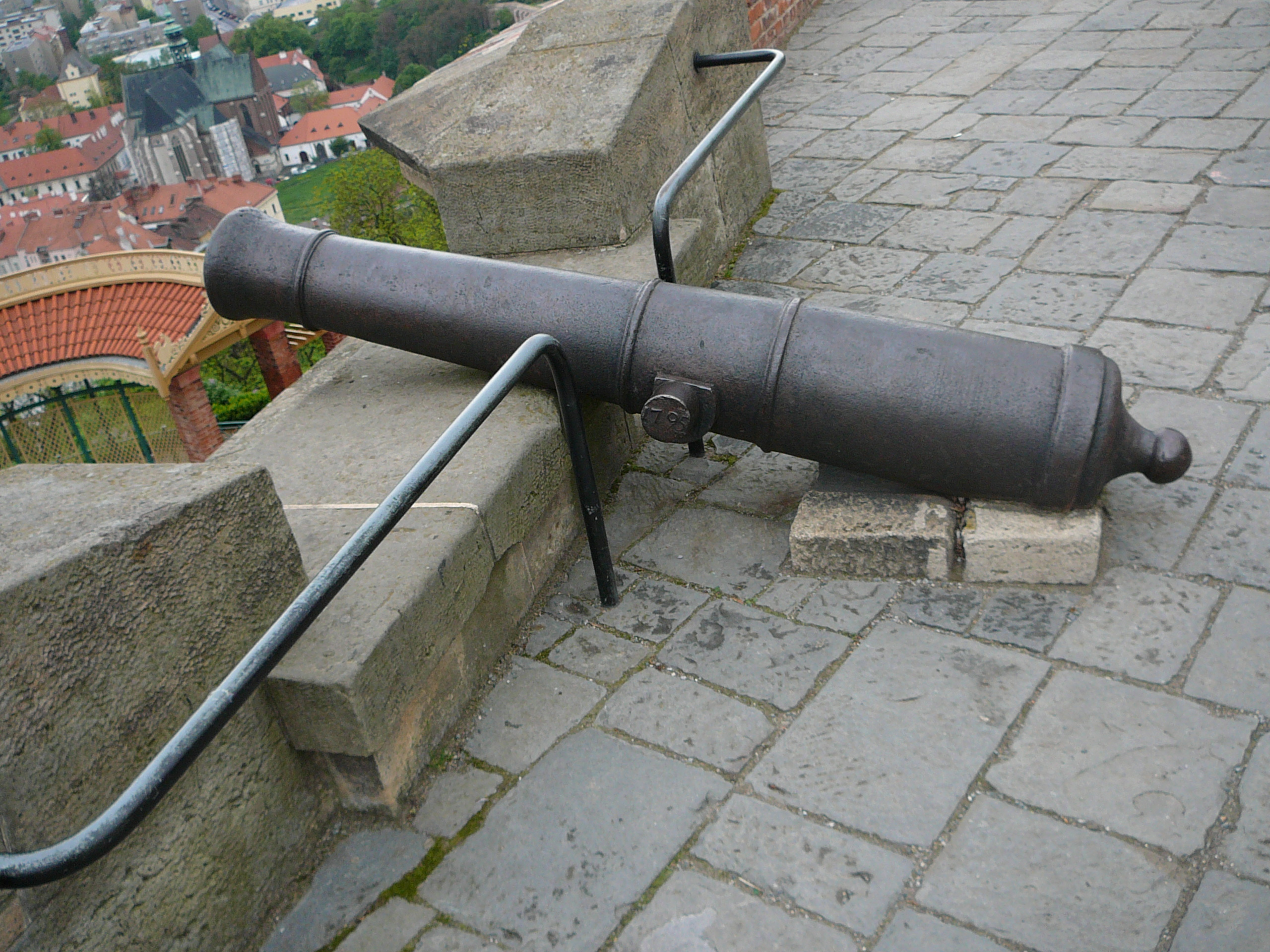
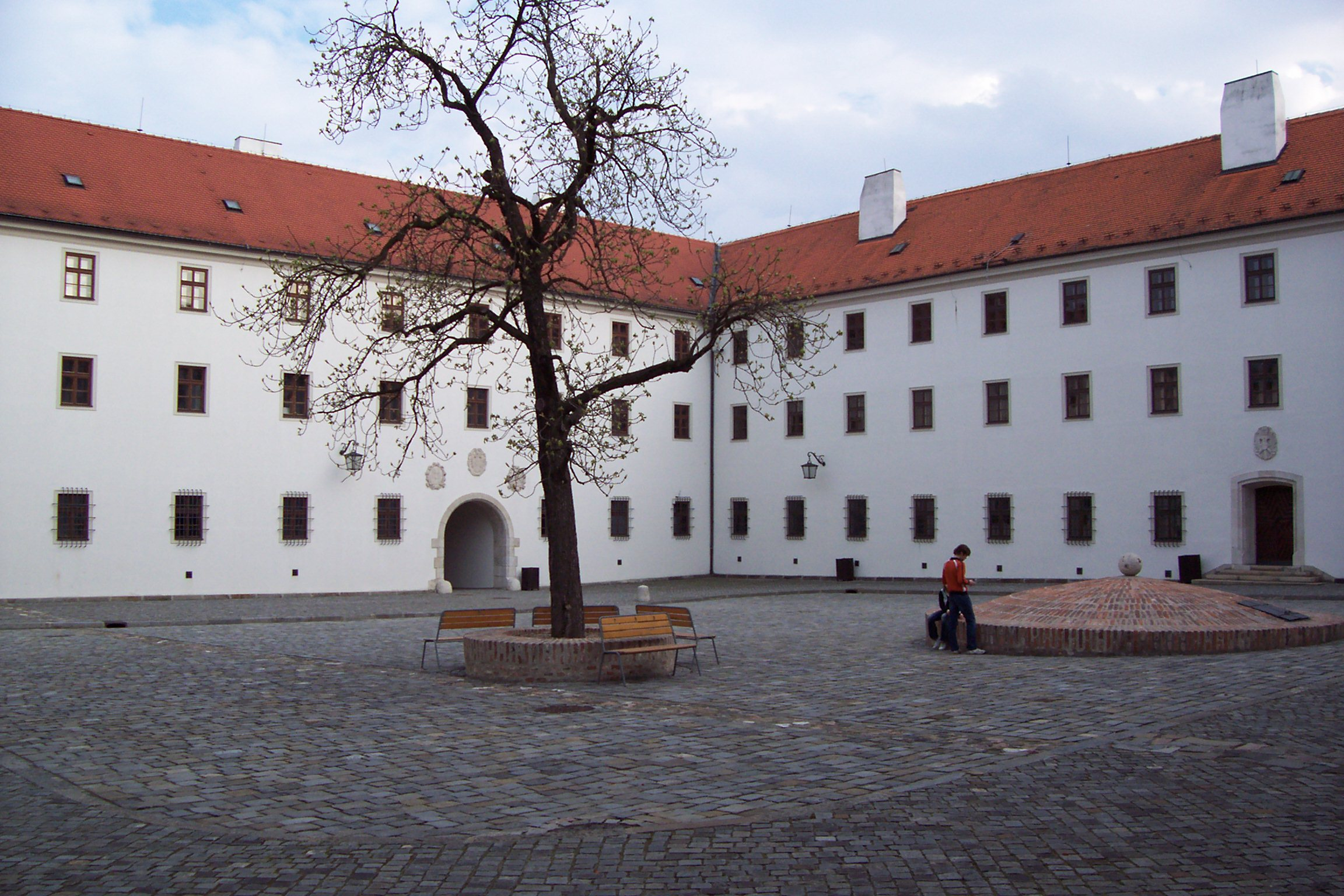
Sân trong của lâu đài (2006)